# سوپرلوپز
سوپرلوپز (انگلیسی: Superlópez) یک فیلم کمدی ابرقهرمانی اسپانیایی محصول سال ۲۰۱۸ به کارگردانی خاویر رویز کالدرا بر اساس کمیک استریپی به همین نام است.

## داستان
در سیاره چیتون، دانشمند جان «اسلحه نهایی» را برای مبارزه با دیکتاتور شیطانی اسکوربا ساخته است: نوزادی با قدرت‌های فوق‌العاده. او او را با یک سفینه فضایی به زمین می‌فرستد، اما آگاتا، دختر اسکوربا، او را با یک سفینه فضایی دیگر دنبال می‌کند تا او را بگیرد. با این حال، سفینه فضایی نوزاد با ماهواره هیسپاسات برخورد می‌کند، بنابراین او در اسپانیا فرود می‌آید، در حالی که آگاتا در ایالات متحده فرود می‌آید. این نوزاد توسط خانواده لوپز پذیرفته می‌شود و به او می‌آموزند که قدرت‌های خود را پنهان کند تا دیگران نسبت به او حسادت نکنند.
سال‌ها بعد، لوپز ۳۰ ساله است و تنها زمانی که کسی تماشا نمی‌کند از قدرت‌هایش استفاده می‌کند، زندگی عادی دارد. رئیس و دوستش جیمی در دفترش لوئیزا را استخدام می‌کند. جیمی از نظر عاشقانه به لوئیزا علاقه‌مند است، اما او بیشتر به لوپز علاقه‌مند است و هر دو به یک قرار می‌روند. پس از تاریخ، مترو کنترل خود را از دست می‌دهد و لوپز موفق می‌شود آن را متوقف کند. فیلم این نجات توسط آگاتا مشاهده می‌شود که اکنون مالک بزرگ‌ترین شرکت فناوری در جهان است.
آگاتا یک دستگاه سونوگرافی با پیامی ایجاد می‌کند که فقط توسط لوپز شنیده می‌شود و از او می‌خواهد که با او ملاقات کند. او رعایت می‌کند و از اصل واقعی خود مطلع می‌شود. او به خانه پدر و مادرش می‌رود تا با آنها مقابله کند و آنها سفینه فضایی را به او نشان می‌دهند. لوپز به‌طور تصادفی پیام هولوگرافیک پدر بیولوژیکی خود را فعال می‌کند و درگیری اصلی سیاره خود را توضیح می‌دهد. پدر و مادرش (زمینی) او را متقاعد می‌کنند که تلاش کند چگونه از قدرت‌هایش استفاده کند و پس از آزمایش‌ها و خطاهای فراوان سرانجام متوجه می‌شود که چگونه پرواز کند.
آگاتا جیمی و لوئیزا را می‌رباید. لوپز موفق می‌شود آنها را نجات دهد و آنها به خانه والدین لوپز می‌روند. در آنجا آگاتا با یک ربات مکانیکی غول پیکر به آنها حمله می‌کند. پدر لوپز با شلیک تفنگ ساچمه ای به سمت آگاتا قبل از مکیده شدن در خلاء مکانیک حواس او را پرت می‌کند، در حالی که لوپز تلاش می‌کند با وجود هوای گرم کت و شلوار خود را بپوشد. با کمک والدین و دوستانش، او در نهایت توانایی‌های خود را برای تبدیل شدن به سوپرلوپز پذیرفته و ربات را به عهده می‌گیرد. آگاتا او را می‌مکد، فقط برای بیرون راندن او و قرار دادن او در نیوکمپ در جریان مسابقه بین F.C. بارسلونا و ویارئال سی اف. خوان تور دروازه را پاره می‌کند اما اشتباه می‌کند و آن را به سمت مادر زمینی اش پرتاب می‌کند. آگاتا او را اسیر می‌کند، قبل از اینکه لوپز را به زمین بکوبد. جیمی قبل از اینکه بخواهد او را از طریق buzzsaw بکشد، حواس او را پرت می‌کند، در حالی که لوئیزا کامیون لوپز را می‌راند. لوپز که از فریادهای لوئیزا به هوش می‌آید، از نفس یخ خود روی شیشه جلو استفاده می‌کند و آن را به داخل استخر هل می‌دهد، زیرا ماشین سوار بر کامیون لوپز می‌رود. پدر و مادر خوانده لوپز و جیمی از استخر بیرون می‌آیند و به دنبال او آگاتا می‌آیند. مادرخوانده لوپز به او یادآوری می‌کند که سیاره مادری او هنوز منتظر کمک او است، قبل از اینکه او به او بگوید نگران نباش زیرا او برنامه ای دارد.
چند روز بعد، سفینه فضایی اسکوربا با آگاتا به چیتون بازمی‌گردد و مردی را از پارک حمل می‌کند که همه معتقد بودند «خوان» است و او را به عنوان رهبر جدید سیاره منصوب می‌کند. پس از بازگشت به زمین، خوان اکنون تبدیل به یک ابرقهرمان مناسب می‌شود، که باعث تحقیر مطبوعات و عموم مردم می‌شود. لویزا و لوپز شروع به قرار ملاقات می‌کنند، در حالی که دومی قبل از اینکه از دور خارج شود، به سمت مردی که او را سوپرلوپز صدا می‌کرد، اشاره می‌کند و یک پستانک را پشت سر می‌گذارد.